# Coverbo
Il coverbo è un termine usato nella linguistica teoretica, più spesso applicato alle lingue con costruzione verbale seriale, ma anche per i predicati complessi che sono costituiti da due verbi, di cui uno è un verbo ausiliare che contribuisce a diversi tipi di informazione come modalità, direzione o Aktionsart. Esso adempie a una funzione simile alle apposizioni utilizzate in molte lingue indoeuropee, come l'olandese o il russo. I coverbi esistono in un numero di lingue orientali e del Sud-Est Asiatico (per es. cinese), come pure nelle lingue africane occidentali (per es. yoruba).
I coverbi vengono differenziati dai converbi, che sono forme verbali non-finite (nella forma dell'infinito), usati per esprimere subordinazione.

## Coverbi nel cinese
Nella linguistica cinese, il coverbo è una parte del discorso comprendente le parole che sono lessicalmente verbi, ma vengono generalmente usate per veicolare il significato delle preposizioni. Il termine preverbo viene talvolta utilizzato per riferirsi ai coverbi, per quanto abbia anche un suo proprio significato specifico.
Il ruolo delle preposizioni nel cinese moderno viene adempiuto tramite localizzatori che si comportano come posposizioni e dai coverbi.  Per questa ragione, i coverbi sono spesso tradotti e sentiti come preposizioni, poiché essi appaiono, nella frase, in posizione antecedente al sostantivo che essi modificano. In cinese sia le preposizioni che i coverbi vengono definiti con un unico termine: 介詞 (pinyin: jiè cí). Tuttavia, diversamente dalle preposizioni, i coverbi possono talvolta, se usati assolutamente, svolgere la funzione di verbi principali.  L'uso dei coverbi fa parte della costruzione seriale del verbo, che è una caratteristica basilare della grammatica cinese.
Riportiamo un semplice esempio d'uso del coverbo 帮 (bāng):

我 (wǒ) 帮 (bāng) 你 (nǐ) 找 (zhǎo) 他 (tā)。(.) [ 我幫你找他。]

letteralmente: io aiuto te cercare lui.

Io lo troverò per te.
L'espressione del coverbo, "aiutare te" (bāng nǐ), viene utilizzata insieme al verbo principale "trovare" (zhǎo) e funziona, in questo contesto, allo stesso modo dell'espressione preposizionale "per te".
Così come nel caso precedentemente esposto, diversi verbi nel cinese possono funzionare da coverbi, acquisendo così un significato preposizioanle idiomatico.  Per esempio, quando viene usato come verbo indipendente, 到 (dào) significa "arrivare", ma se utilizzato come coverbo assume il significato preposizionale di "a, verso". Molti coverbi sono oggi usati soltanto nel loro senso preposizionale, come 从 (cóng), che nel cinese moderno significa soltanto "da".
Molti studiosi sostengono che nel cinese antico non esistessero affatto le preposizioni, e che il loro ruolo venisse svolto solamente da alcuni verbi; tale tesi, tuttavia, per quanto affascinante, non è dimostrata, ed è tutt'oggi dibattuta.
In seguito un esempio che mostra una costruzione verbale seriale che coinvolge diversi coverbi:
我 (wǒ) 坐 (zuò) 飞机 (fēijī) 从 (cóng) 上海 (Shànghǎi) 到 (dào) 北京 (Běijīng) 去 (qù)。(.) [ 我坐飛機從上海到北京去。 ]

letteralmente: io sedere aeroplano originare/partire Shanghai arrivare Beijing andare.

Io vado da Shanghai a Beijing con l'aereo.
Molti coverbi possono essere utilizzati come verbo principale in una frase, di solito con l'aggiunta di particelle modali (nel caso seguente un 了).
我 (wǒ) 到 (dào) 北京 (Běijīng) 了(le)。(.) [ 我到北京了。 ]

Io sono arrivato a Beijing (Pechino).

## Coverbi nell'ungherese
I coverbi in ungherese forniscono queste funzioni:  
- informazione aggiuntiva riguardo a come un verbo viene eseguito
- mostrare la completezza di un'azione
- una funzione simile a quella che fa mutare l'aspetto grammaticale di un verbo
- cambiare il significato di un verbo per qualcosa di più idiomatico

### Informazione riguardo all'esecuzione
I coverbi possono fornire una piccola informazione che corrisponderebbe a parole italiane come "su", "giù", "via", "fuori".
Per esempio,
- megyek  io vado .... elmegyek  io vado via
- lép  egli si muove .... belép  egli si muove in

Sono spesso usati con un caso del nome, simile al coverbo:
- belép a boltba  egli si muove in (dentro) il negozio
- felugrik az asztalra  egli salta sopra il tavolo
- átmegyek Danielhoz  io (vado) attraverso il Daniel

### Compimento dell'azione
Alcuni coverbi, principalmente ki-, el- e meg-, possono esprimere un'azione che è stata terminata.
- Olvasta a könyvet  = ha letto il libro
- Elolvasta a könyvet = egli ha letto (=finito) il libro

### Aspetto
Il coverbo meg- può cambiare il significato di un verbo in modo molto simile a ciò che fa mutare l'aspetto di un verbo italiano; per esempio "io sto nuotando" in "io nuoto"

### Significato idiomatico
Un coverbo può cambiare il significato di un verbo in qualcosa di più idiomatico, anche  abbastanza inaspettato:
- ad  - dare
- elad  - vendere

(N.B. - "Elad" non è quello che il significato letterale potrebbe implicare, "dare via".)

### Suddivisione dei coverbi
Un coverbo può separarsi dal verbo e mutare la sua posizione nella frase per esprimere enfasi.  Generalmente, essendo la parola enfatizzata, precederà il verbo coniugato e si troverà all'inizio della frase/espressione e, se il verbo non è al centro, allora il coverbo deve separarsi e muoversi verso una posizione che rifletta un ruolo meno importante.
- Felugrik az asztalra - egli salta sul tavolo (neutro)
- Az asztalra ugrik fel - egli salta sul tavolo (esso è il tavolo su cui egli salta)

Da notare come la prima parte del verbo (il tavolo) è al centro, e il coverbo si è ridotto a stare dietro al verbo.
- Fel ugrik az asztalra - egli salta sul tavolo

Un coverbo si separerà dal verbo infinito quando un verbo coniugato lo modifica:
- mondani - dire
- elmondani - raccontare
- el akarok mondani - io voglio raccontarti